# Intraprenör
Intraprenörer är anställda som tar ansvar för och driver utveckling och förändring, innovation, i det företag eller den organisationen där de arbetar.
Gifford Pinchot III lanserade begreppet intrapreneurs 1985 och definierar intraprenören som en drömmare som gör. 
En intraprenör är på liknande sätt en (företagsam) dvs. initiativrik och nyskapande person men som är verksam inom en organisation/företag.
Dessa ser att organisationen behöver utvecklas i en riktning som inte har varit uppenbar tidigare. Intraprenörer ser behovet av en förändring i nuvarande struktur och behovet av att få en ny inriktning eller en ny struktur. Ofta är detta förenat med svårighet att förändra och arbeta mot det motstånd som ibland finns mot nya tankar och idéer.

## Etymologi
Det var den amerikanska entreprenören och författaren Gifford Pinchot III som tillsammans med Elisabeth Pinchot i en avhandling 1978 myntade ordet intrapreneur, vilket är en förkortning av uttrycket Intra-Corporate Entrepreneur. Ekonomen och journalisten Norman Macrae tillskrev Pinchot begreppet ”intrapreneur” i en artikel i The Economist den 17 april 1982. 
I den 3:e utgåvan 1992 av den amerikanska ordboken The American Heritage Dictionary of the English Language definierades begreppet med Pinchot som upphovsman. 
Begreppet användes för första gången i en vetenskaplig artikel 1982. I media användes begreppet "intrapreneurship" först 1985 i en artikel i Time " Here come the Intrapreneurs" och i Newsweek, som citerade Steve Jobs, Apple Computers ordförande; ” The Macintosh team was what is commonly known now as intrapreneurship - only a few years before the term was coined—a group of people going, in essence, back to the garage, but in a large company".
I boken "Intrapreneurship: Why You Don’t Have to Leave the Corporation to Become an Entrepreneur" (1985), beskriver Pinchot intraprenören som ”Intraprenörer är alla de drömmare som får saker gjorda. De som tar praktiskt ansvar för att skapa innovation av något slag inom en organisation. De kan vara kreatörer eller uppfinnare, men är alltid den drömmare som räknat ut hur man går från en idé till lönsam verklighet". Pinchots resonemang har blivit centrala i debatten om innovation i etablerade företag. I boken diskuterar han såväl personliga egenskaper hos intraprenörer som vad som kännetecknar den intraprenöriella processen. Han konstaterar att framtiden är intraprenöriell och att företagsledningar måste kunna hantera alltmer komplexa organisatoriska faktorer, som interna strukturer, resurser och kulturer. Dessutom behöver de hantera externa faktorer som kundkrav och konkurrens från omgivningen. Pinchot formulerade vad han såg som företagens största framtida utmaning med orden: ”Finding a way to motivate and keepRintrapreneurs is the most strategic issue of our time.” 

## Om intraprenören och intraprenörskap
I tidigare forskning betraktades de anställda som drev innovation som en slags egenföretagare vilka arbetade inom företagets ramar. De kallades för ”corporate entrepreneurs” och man ansåg att de var ett sätt för ledningen att använda entreprenörsandan i större företag . Därför var det ledningen som hade ansvaret och som tog initiativ till innovation, (”top-down”). Pinchot (1985) beskriver istället hur intraprenörskap bygger på att anställda på lägre nivåer tar initiativ till innovation (”bottom-up”). Med det menar han att framgångsrik innovation förutsätter att enskilda medarbetare tar egna proaktiva arbetsrelaterade initiativ, istället för att man ger order uppifrån och nedåt i organisationen. Forskarna Bostjan Antoncic och Robert D. Hisrich (2003) hävdar att intraprenörskap har en avgörande betydelse för organisatorisk och ekonomisk utveckling oavsett storleken på företaget. De definierar intraprenörskap utifrån dess innehåll och ser det flerdimensionellt i organisationer, med fokus på bland annat nya satsningar, nya företag, nya produkter och tjänster, innovativa processer, risktagande, självförnyelse och proaktivitet.  Efterfrågan på intraprenörer har ökat. 

## Utbildning i intraprenörskap
Sedan början av 2000-talet har många industrier svårt att få tag i kompetens för att hålla takt med utvecklingen. En sådan industri är livsmedelsindustrin och kompetensen efterfrågas i alla led av produktionen: primärproduktion, förädling och avfallshantering. 2021 startade Folkuniversitetet, i samarbete med Lund Universitet och arbetsnäringen, utbildningen Hållbar Livsmedelsintraprenör. Syftet med utbildningen är att tillgodose marknadens behov av innovatörer samt arbeta för att nå dom Globala målen.
Utbildningar i Intraprenörskap har även hållits på exempelvis Kungliga ingenjörsVetenskapliga Akademin .